# Прва савезна лига Југославије у фудбалу 1959/60.

Прва савезна лига Југославије била је највиши ранг фудбалског такмичења у Југославији 1959/60. године. И тридесетдруга сезона по реду у којој се организовало првенство Југославије у фудбалу. Шампион је постала Црвена звезда из Београда, освојивши своју четврту титулу у претходних 5 година, а шесту укупно. Из лиге су испали титоградска (подгоричка) Будућност и тузланска Слобода

## Учесници првенства
У фудбалском првенство Југославије у сезони 1959/60. је учествовало укупно 12 тимова, од којих су 5 са простора НР Србије, 3 из НР Хрватске, 3 из НР Босне и Херцеговине и 1 из НР Црне Горе.
- Будућност, Титоград
- Вележ, Мостар
- Војводина, Нови Сад
- Динамо, Загреб
- ОФК, Београд
- Партизан, Београд
- Раднички, Београд
- Ријека
- ФК Сарајево
- Слобода, Тузла
- Хајдук, Сплит
- Црвена звезда, Београд

## Табела
| Место | Клуб          | мечева | победа | нерешених | пораза | дати голови | примљени голови | гол разлика | бодова |
| ----- | ------------- | ------ | ------ | --------- | ------ | ----------- | --------------- | ----------- | ------ |
| 1     | Црвена звезда | 22     | 15     | 3         | 4      | 47          | 25              | +22         | 33     |
| 2     | Динамо        | 22     | 14     | 4         | 4      | 48          | 20              | +28         | 32     |
| 3     | Партизан      | 22     | 11     | 5         | 6      | 49          | 29              | +20         | 27     |
| 4     | Војводина     | 22     | 10     | 7         | 5      | 36          | 22              | +14         | 27     |
| 5     | Хајдук        | 22     | 10     | 6         | 6      | 47          | 26              | +11         | 26     |
| 6     | Сарајево      | 22     | 9      | 5         | 8      | 35          | 39              | -4          | 23     |
| 7     | ОФК           | 22     | 7      | 7         | 8      | 28          | 30              | -2          | 21     |
| 8     | Ријека        | 22     | 7      | 4         | 11     | 30          | 52              | -22         | 18     |
| 9     | Раднички      | 22     | 5      | 7         | 10     | 31          | 38              | -7          | 17     |
| 10    | Вележ         | 22     | 5      | 7         | 10     | 27          | 39              | -12         | 17     |
| 11    | Будућност     | 22     | 4      | 4         | 14     | 16          | 40              | -24         | 12     |
| 12    | Слобода       | 22     | 3      | 5         | 14     | 15          | 49              | -34         | 11     |
| -     | Вардар Скопље | -      | -      | -         | -      | -           | -               | -           | -      |
| -     | Сплит         | -      | -      | -         | -      | -           | -               | -           | -      |

Најбољи стрелац је био Бора Костић (Црвена звезда) са 19 голова.

## Првак
Црвена звезда
| Првак Југославије у фудбалу 1959/60. |
| ------------------------------------ |
| Црвена звезда 6. титула              |